# Наскельні малюнки Середземноморського узбережжя Іспанії

Чоловік збирає мед, з Куевас-де-ла-Аранья

Група з більш ніж 700 ділянок доісторичного наскального мистецтва Середземноморського узбережжя Іспанії, також відома як Левантійське мистецтво, була колективно включена до Світової спадщини ЮНЕСКО в 1998 році. Ділянки розташовані у східній частині Іспанії та містити наскельний живопис починаючи з періоду верхнього Палеоліту або (що більш ймовірно), періоду Мезоліту кам'яної доби. Мистецтво складається з дрібних намальованих фігур людей і тварин, які є найбільш передовими і такими, що найбільш широко збереглися з цього періоду у Європі, а, можливо, і у світі, принаймні що стосується найбільш ранніх робіт. Група визначається кількістю включених ділянок — найбільша концентрація такого мистецтва в Європі.
Його назва відноситься до Середземноморського басейну; однак, хоча деякі ділянки розташовані недалеко від моря, багато з них розташовані далеко від моря у провінціях Арагон і Кастилія — Ла-Манча. Інша використовувана назва — Левантійське мистецтво (що означає «з Східної Іспанії», а не з території Леванту).

## Датування
Існувало багато дискусій з приводу датування Левантійських малюнків, і чи належать вони до періоду Мезоліту, кінця палеоліту або неоліту; очевидно, що вони є стилістично дуже відмінними від більш відомого мистецтва верхнього палеоліту в печерах по обидві сторони Піренеїв, однак подальші дослідження можуть показати спадковість. За даними ЮНЕСКО, найдавніший зразок мистецтва цього об'єкту Світової спадщини походить приблизно з 8 000 року до н. е., а найбільш недавні зразки -  з близько 3500 до н. е. Таким чином Левантійське мистецтво охоплює період культурних змін. Воно відображає життя людей, які мали переважно економічну систему мисливців-збирачів, «які поступово додавали неолітичні елементи у свій культурний багаж». Більш пізні сцени показують людей, що ведуть коней, і худобу, яка можливо вже була приручена.
Хронологія Левантійського мистецтва перетинається з Іберійським схематичним мистецтвом і приклади обох типів можна знайти на деяких ділянках. Також деякі ділянки продовжували приваблювати відвідувачів в більш пізні періоди, як показали написи іберійською мовою і латиною, наприклад, в печерах Ель-Когул; можливо ці написи були пов'язані з повторним нанесенням малюнків.
Вважається, що малюнки були зроблені того, як наплив населення з Північної Африки змішався з населенням, яке залишилось в Іберії з попередніх міграцій.

## Відкриття
Левантійське мистецтво вперше було виявлено в Теруелі в 1903 році. Іспанський історик доісторичних періодів Хуан Кабре був першим, хто вивчав це мистецтво і визначив його як регіональне палеолітичне мистецтво. Віднесення мистецтва до епохи палеоліту було пізніше оскаржене з різних причин, включаючи той факт, що жодної льодовикової фауни не було знайдено на зображеннях. Антоніо Бельтран Мартінес та інші науковці помістили початок цього мистецтва в епіпалеоліт або мезоліт, а розквіт — в епоху неоліту. Погоджуючись з після палеолітичним датуванням мистецтва, Ріпіо в 1960-х роках розробив його нову хронологічну схему, розділяючи мистецтво на чотири етапи:
- натуралістичне,
- стилізоване статичне,
- стилізоване динамічне,
- заключний етап переходу до схематичного мистецтва.

## Характеристики

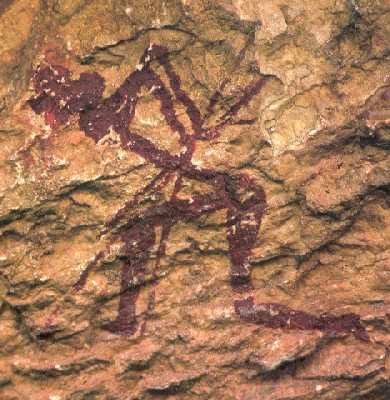
Малюнок з Вальторта

Мистецтво з'являється на великій території і створювалось протягом декількох тисяч років. Науковці в цілому погоджуються, що воно має стилістичний і тематичний розвиток, що демонструє тривалу еволюцію, принаймні деяку місцеву різноманітність, а також зміни в способі життя, хоча процес досягнення згоди між науковцями про деталі цього розвитку триває і досі.
Художники ймовірно використовували пір'я у відносно складній техніці живопису (порівняно з мистецтвом верхнього палеоліту), яка створювала порівняно прості фігури. Фігури часто мають контур, який ймовірно наносився після того, як основна фігура була намальована. Деякі фігури є неглибоко вигравірувані, а не намальовані. Фігури відносно невеликі, маючи висоту між 2,5 та 20,3 см, і виконані в одному або двох кольорах. Шар фарби, як правило, дуже тонкий, з використанням мінеральних ґрунтів (частіше червоних) або вугілля, і розписи збереглися завдяки дуже тонкому прозорому шару накипу, який утворився на них від мінералізованої води, що стікала вниз по стіні.
Деякі фігури мають більше одного шару фарби, що призвело до думки, що вони були повторно фарбувалися після тривалих періодів час, але ця думка не є загальноприйнятою.
Людська фігура, яка є рідкістю в мистецтві палеоліту, набуває великого значення в Левантійському мистецтві. Людська фігура часто є основною темою, і коли вона з'явиться на одному малюнку з тваринами, фігура людини біжить до тварин. Картина, відома як «Танцюристи Когулу» є хорошим прикладом зображення руху. Найбільш поширеними є сцени полювання, але присутні сцени битви і танців, і, можливо, занять сільським господарством та поводження з домашніми тваринами. У деяких сценах показаний збір меду — найвідоміша з них в Куевас-де-ла-Аранья (показана вище). На зображеннях всі люди оголені зверху до пояса, але жінки вдягнені у спідниці, а чоловіки — в спідниці або гамаші або штани якогось виду. Деколи на малюнках видно головні убори чи маски, що може свідчити про ранг або статус зображеного, схоже на північно-американських індіанців Великих рівнин (за порівнянням одного з дослідників). Деколи здається, що окремі фігури носять свідомий елемент карикатури. На деяких військових сценах є різниця між сторонами в плані зовнішності, або вбрання і зброї, хоча тлумачення цього не зрозуміле. В межах кожної з протидіючих сторін, більш важливими учасниками можуть фігури, які більш ретельно намальовані, зі «збільшеними м'язами гомілки і витягнутими стегнами», або фігури, позначені штанами з «чубчиком» на щиколотці; рядовий «піхота» представлена як прості фігури «руки-палички» .

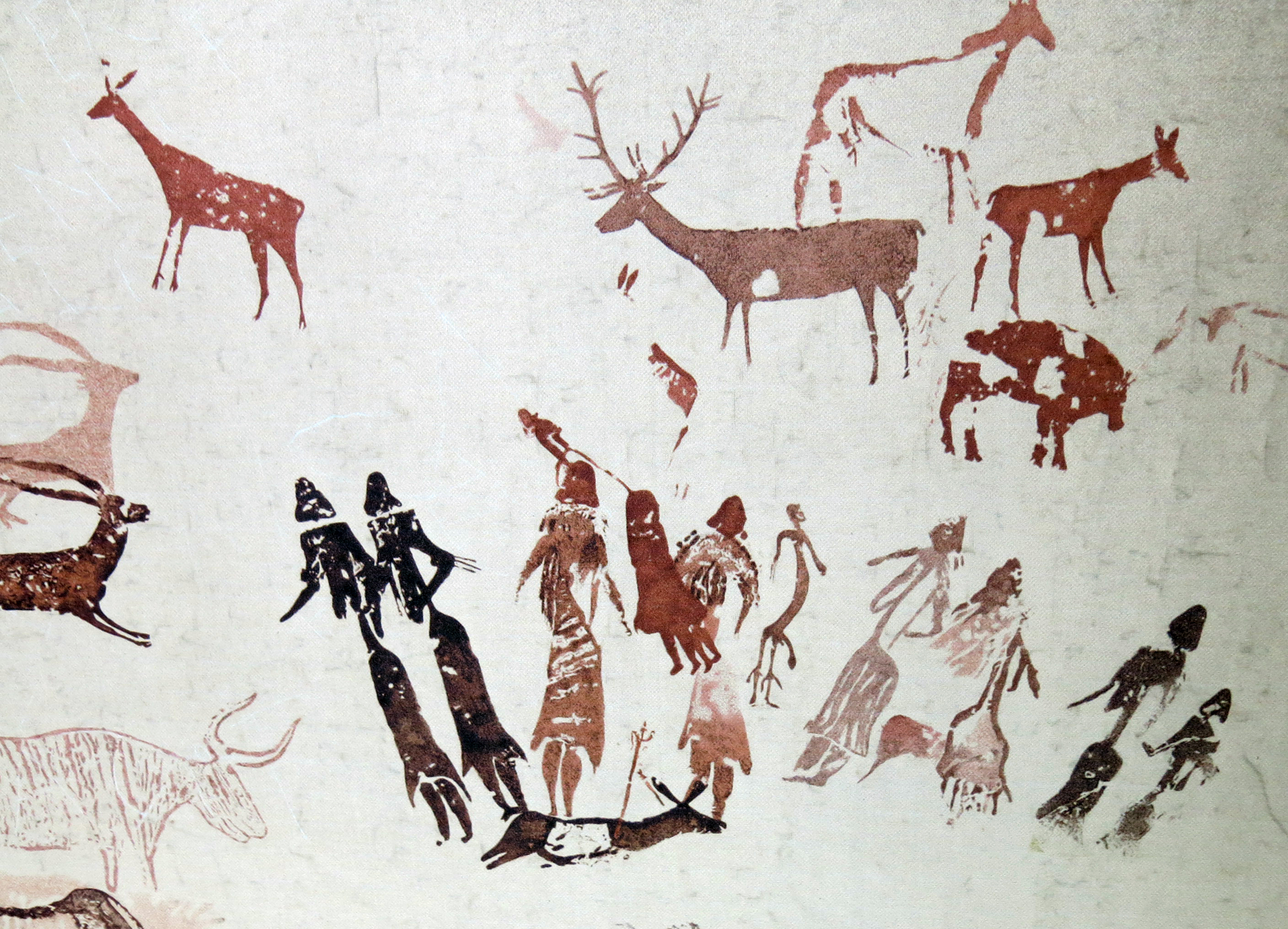
Танець Когул, відстеження Анрі Брейля

У цих малюнків є набагато краще розвинене почуття композиції, ніж у Палеолітичному мистецтві, а тварини у бігу показані у форматі  «летючого галопу», який залишався мистецьким прийомом аж до винаходу фотографії. Людські фігури також показані з дуже широкими кроками, або навіть у позі «бігу зі шпагатом» з ногами на 180 градусів один від одного. Сцени часто зображують моменти драми — часто показані мертві і вмираючі люди і тварини, іноді бої між людьми, які можуть включати в себе до 44 фігур. Відомі сцени виконання смертного вироку через розстріл лучниками, а в одному випадку — через повішення; ці сцени конфлікту, за даними дослідників, походять з більш пізніх періодів живопису та з більш обмеженої території «довкола каньйонів Гассула та Вальтота» в Кастельйоні.
Луку (як зброї) приділяється величезна увага, певно як найбільш популярній зброї періоду; деякі луки зображені дуже великими. Для вирішення проблеми, як донести через малюнок відстань між стрільцем і його далекою здобиччю, на деяких ділянках використовується прийом, коли малювали слід звіра, — вишукане і ефективне рішення. Деякі сцени з великою кількістю озброєних чоловіків, схоже, зображують танці, і є також сцени, де  в танці показані жінки, які вони, мабуть, робили, не рухаючи ногами, а лише руками і верхньою частиною тіла. Знаменита танцювальна сцена в печерах Ель-Когул показує одинадцять жінок у спідницях, які кружляють довкола оголеного чоловіка з ерегованим фалосом.
У зображенні людського тіла є декілька типів зображення голови: грушоподібна, напівкуляста і конічна.
Верхню половину людського тіла показували голою, а нижню — деколи у якомусь типі штанів, а деколи — оголеною зі статевими органами, деколи з наголосом на фалічні зображення.
В Левантійському мистецтві переважно представлені такі знаряддя: стріли, палиці, туло і мішки, мотузки (які, можливо, використовуються як ласо або як пастка-перетин). Ці об'єкти завжди пов'язані з людською фігурою, крім стріл, які можуть лежати навколо, наче невдалі постріли.

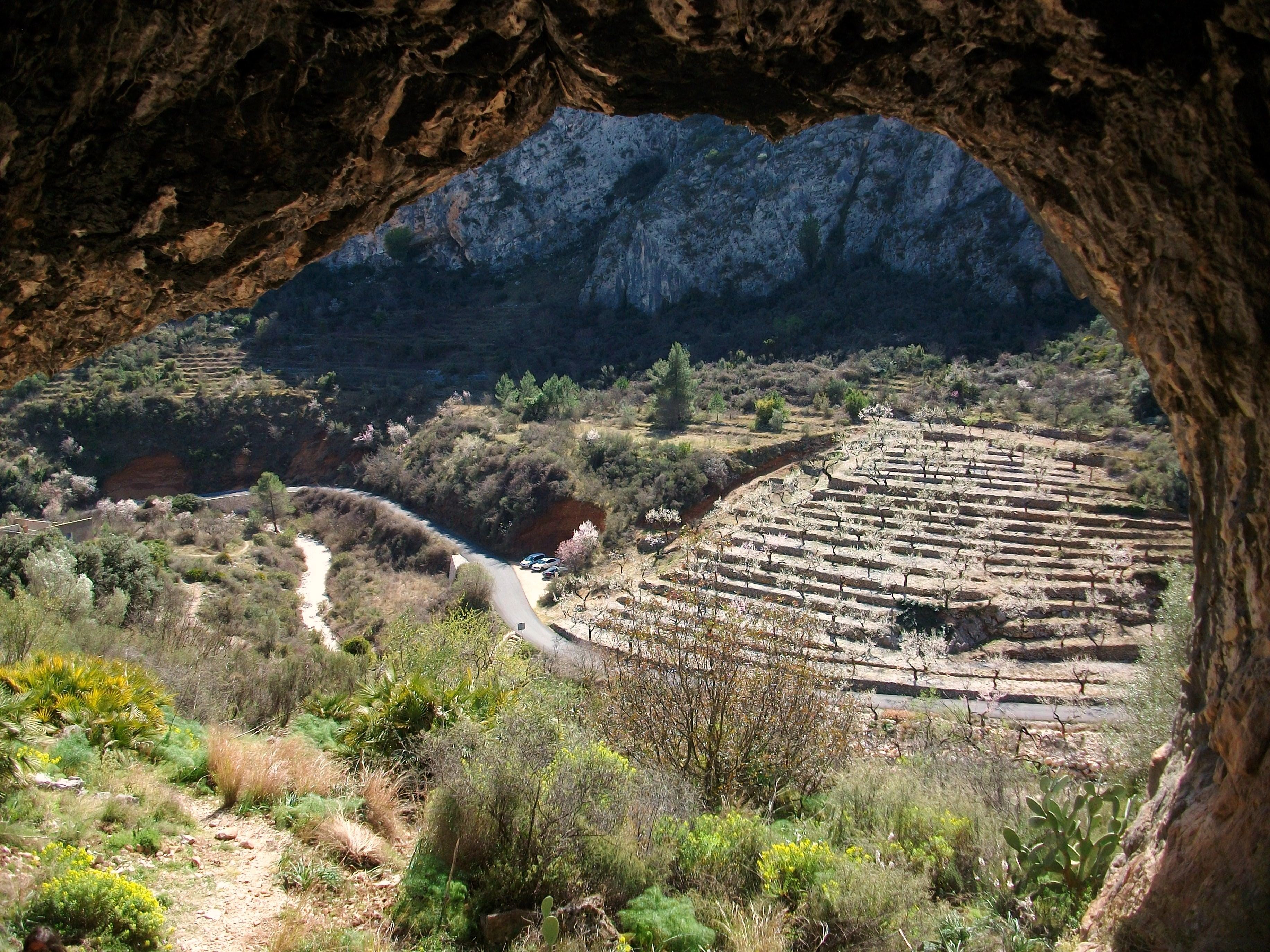
Вид зсередини печери, який показує типовий пейзаж у вузькій долині

На малюнках немає пейзажів і дуже мало якоїсь рослинності. Цікавим винятком є зображення грибів (можливо, галюциногенні Psilocybe hispanica) в Сельва Паскуала. Однак тварини на малюнках присутні дуже часто, особливо великі ссавці, які є прийнятною здобиччю, або були одомашненні (хоча на той момент вони ще бути і не одомашненими); птиці, риби (навіть біля берега) і комахи зображені рідко, не рахуючи поодинокого павука і бджіл в медозборі. Деякі із звірів можуть бути ідентифіковані як такі, що належать до видів, які ми бачимо в даний час, а відносна частота зображень видів тварин була використано як доказ для датування. Деякі тварини були витлумачені як екзотичні льодовикові видів, нині вимерлі в Європі, але це спірно. Деякі тварини, здається, були повторно намальовані, щоб змінити їх вид, можливо, відображаючи зміни в фауні. Основні зображені види:
- олені;
- кози, тварини, найбільш часто зображені на малюнках;
- дикі свині;
- велика рогата худоба, часто важко інтерпретувати; часто зображують полювання на биків, але інші можуть бути приручені. В Сельва Паскуала існує зображення бика, який, можливо є туром.[21];
- собак зображували рідко, але вони з'являються як допомога у сцені полювання в Барранк-де-ла-Палья.

Тварини з'являються поодиноко або групами. Цікавою особливістю подання тварин є те, що вони, як правило зображені в профіль, але з рогами і копитами в анфас.
Малюнки можуть мати значення, пов'язане з релігією або, принаймні, з «мисливською магією», хоча їх можна інтерпретувати і виключно як зображення способу життя, в тому числі в зображеннях релігійних церемоній.

## Розташування

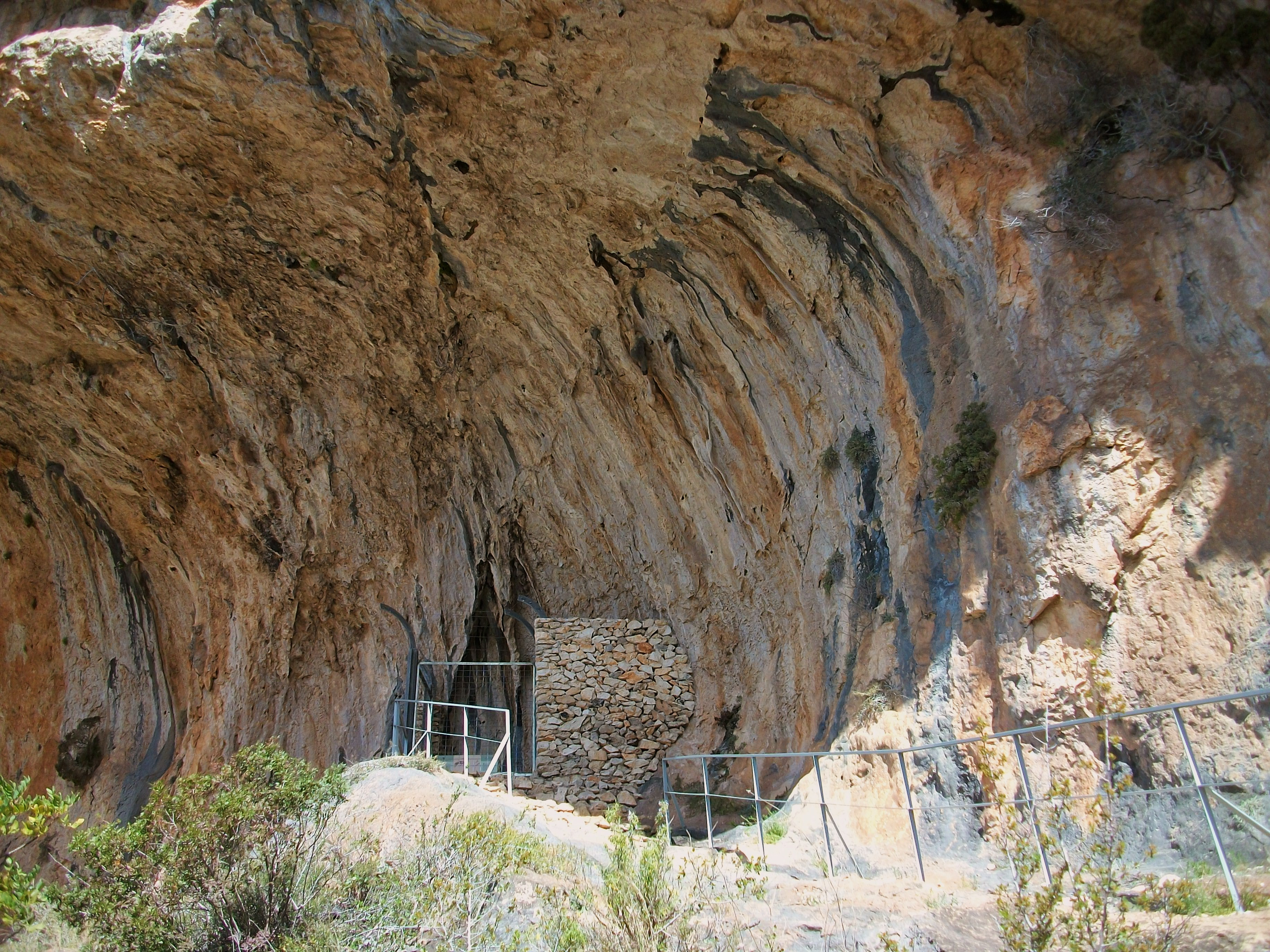
Типове розташування

Об'єкт Світової спадщини включає наскальне мистецтво на території, яка простяглася від Піренеїв до провінції Гранада і належить до автономних областей Каталонія, Арагон, Кастилія-Ла-Манча, Мурсія, Валенсія і Андалусія. Він був оголошений Bien de Interés Cultural (об'єктом культурного інтересу) в 1985 році.
Мистецтво часто зустрічаються в гротах (захищених природними виступами) і неглибоких печерах, в які легко може проникати сонячне світло. Немає чіткої переваги, як частина скелі укриття використовується для мистецтва — воно може бути поміщено високо або посередині стіни. Ці ділянки не використовувалися для житла, а тому не мають органічних залишків кострищ і покладів сміття, як б могли допомогти датуванню. Багато ділянок розмальовані дуже сильно і фігури в них накладаються одна на одну, в той час як інші наче прийнятні місця поруч взагалі не мають малюнків. Ділянки часто розташовані внизу вузьких обривчастих каньйонів, як відносно мало корисні для сільського господарства, але, мабуть, ідеально підходили для полювання із засідки і загнання тварин в глухий кут.
В цілому стан зусиль зі збереження малюнків поганий, однак різні ініціативи зі збереження докладаються на місцевому рівні. Наприклад, муніципалітет Вільяр-дель-Умо створив культурний парк.

## Список охоронюваних об'єктів

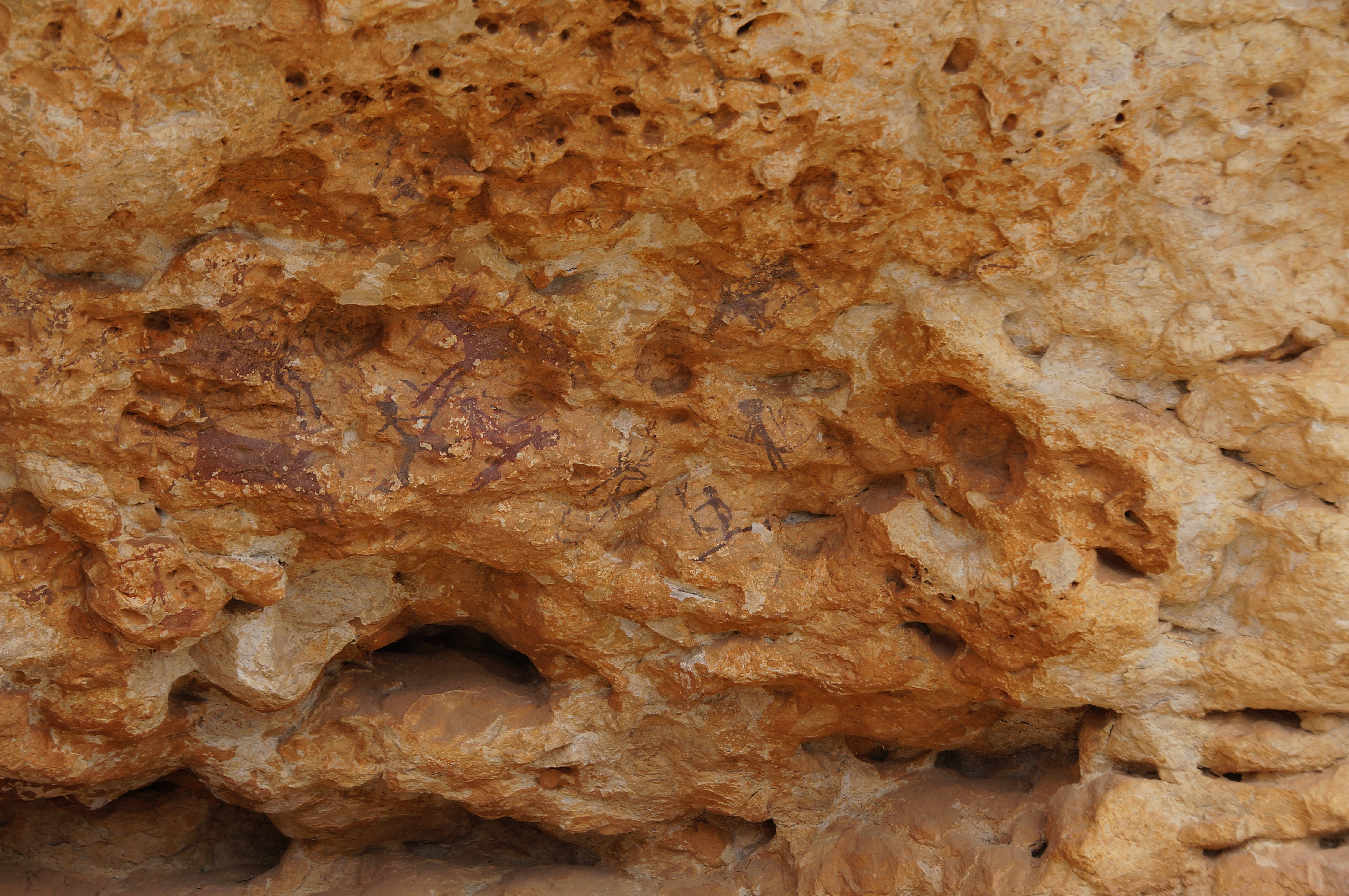
Абрікс д'Ермітс, Ульдекона

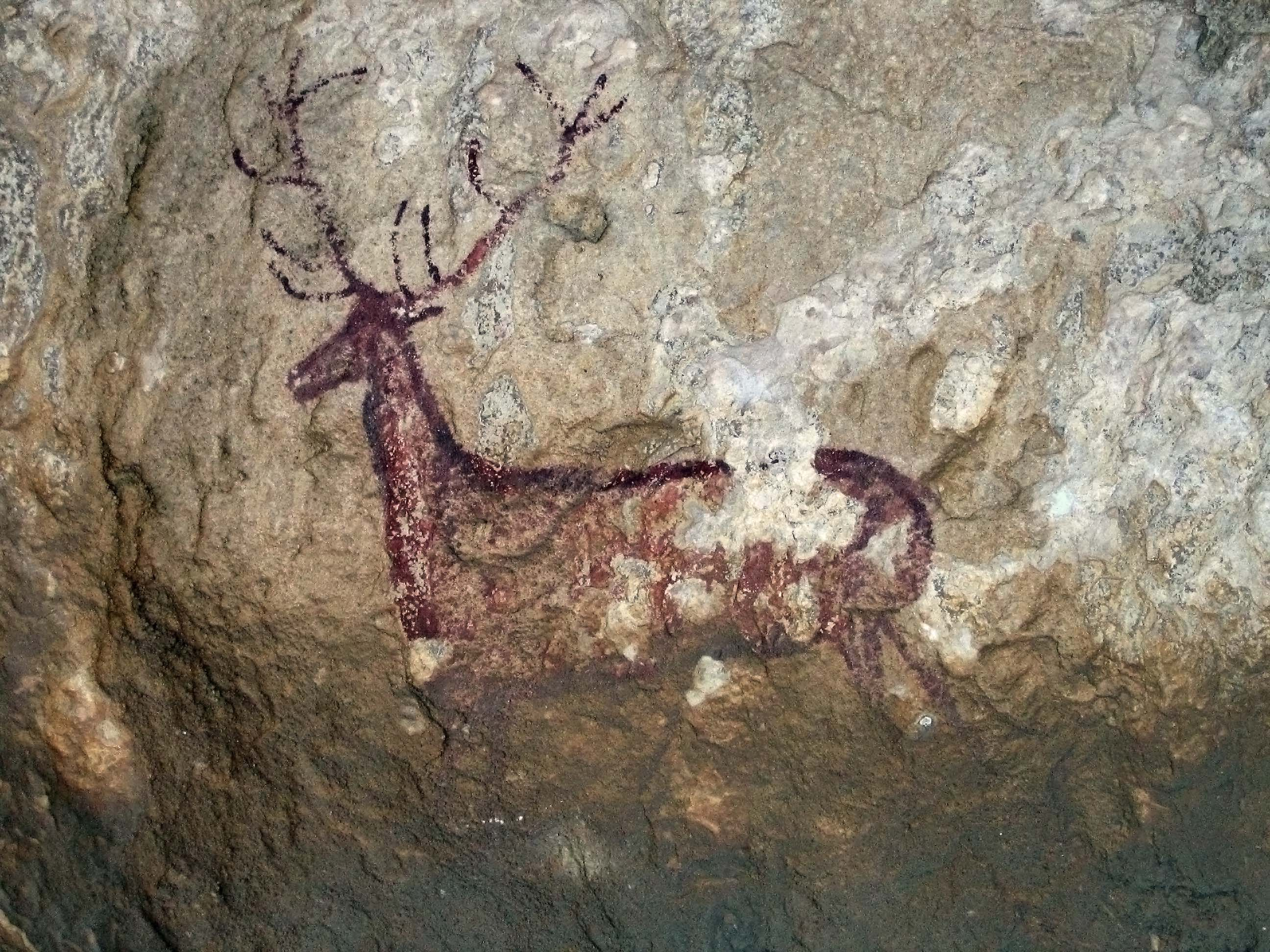
Олень у Кіміахас

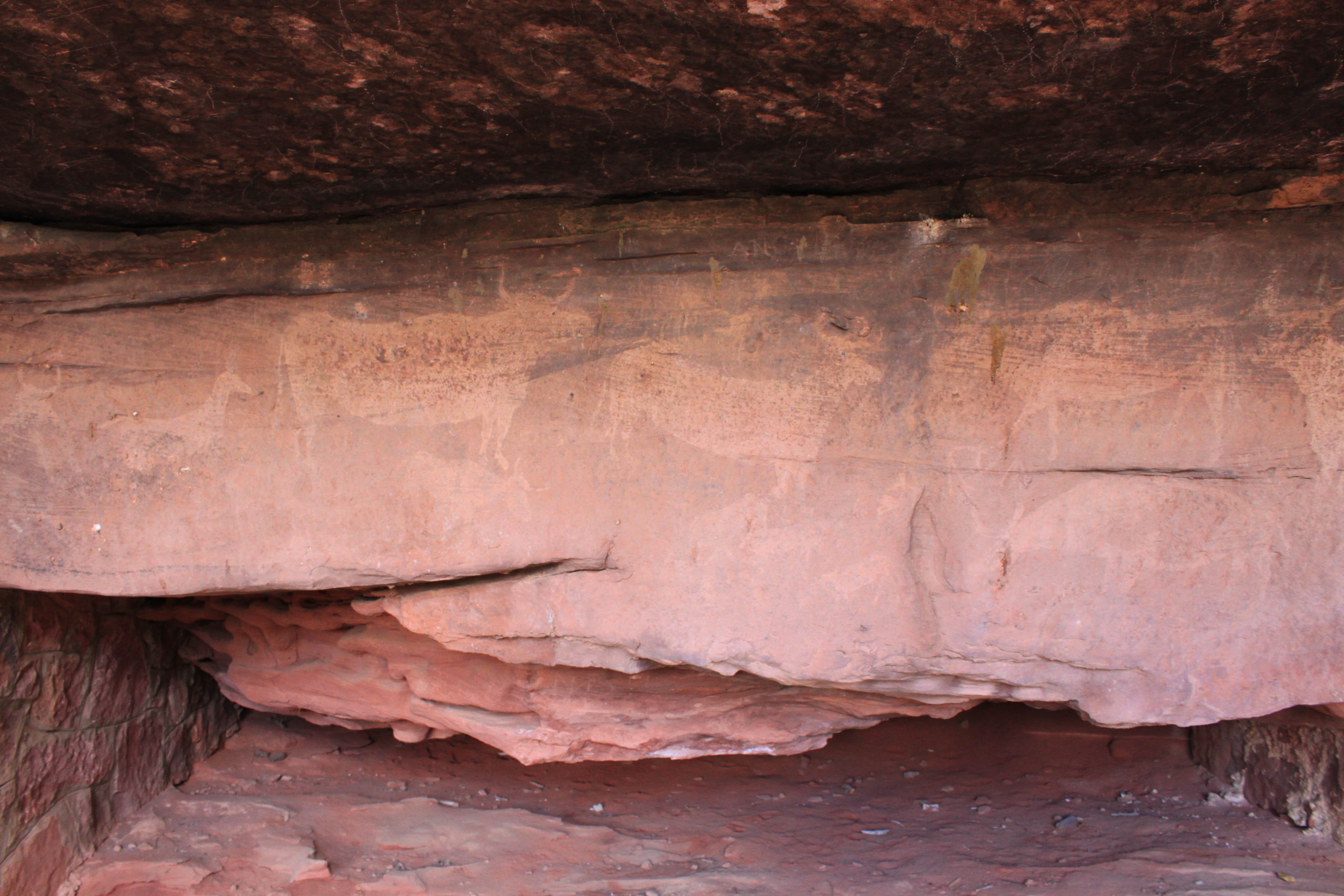
Велика рогата худоба в Альбаррасіні

Об'єкт Світової спадщини складається з 727 гротів, печер та стін каньйонів, які містять зображення фігур або геометричний орнамент. Ділянки розташовані у 16 провінціях 6 регіонів Іспанії:
- Валенсія: 301 ділянка.
  - Провінція Аліканте: 130 ділянок.
  - Провінція Кастельон: 102 ділянки.
  - Провінція Валенсія: 69 ділянок.
- Арагон: 132 ділянки.
  - Провінція Теруель: 67 ділянок.
  - Провінція Уеска: 47 ділянок.
  - Провінція Сарагоса: 18 ділянок.
- Кастилія-Ла-Манча: 93 ділянки.
  - Провінція Альбасете: 79 ділянок.
  - Провінція Куенка: 12 ділянок.
  - Провінції Гвадалахара: 2 ділянки.
- Мурсія: 72 ділянки.
- Андалусія: 69 ділянок. У 2006 році Комітет з культури парламенту Андалусії вирішив просити, щоб наскальний живопис в провінціях Малага і Кадіс був визнаний частиною об'єкту «Наскельні малюнки Середземноморського узбережжя Іспанії».
  - Провінція Хаен: 42 ділянки.
  - Провінція Альмерія: 25 ділянок.
  - Провінція Гранада: 2 ділянки.
- Каталонія: 60 ділянок.
  - Провінція Таррагона: 39 ділянок. Одним з місць, де малюнки знаходяться в кращому стані, є в муніципалітеті Ульдекона, провінція Таррагона. В Улькедона є також найбільша кількість малюнків в Каталонії. Це невелике містечко має сучасний Центр інтерпретації наскельного мистецтва.
  - Провінція Леріда: 16 ділянок.
  - Провінція Барселона: 5 ділянок.

## Подальше читання
- Anna Alonso Tejada, Alexandre Grimal: Las pinturas rupestres de la Cueva de la Vieja (Печерні малюнки Куева де ла Вьєха), Town council of Alpera, 1990 (ISBN 84-86919-20-7).(ісп.)
- Anna Alonso Tejada, Alexandre Grimal: Introducción al arte levantino a través de una estación singular: la Cueva de la Vieja (Alpera, Albacete) (Вступ до Левантійського мистецтва через єдину ділянку: Куева де ла Вьєха (Альпера, Альбачете)), Cultural Association Malecon Alpera, 1999 (ISBN 84-605-9066-6).(ісп.)
- Anna Alonso Tejada, Alexandre Grimal: L'Art Rupestre del Cogul. Primeres Imatges Humanes a Catalunya (Печерне мистецтво Когула. Перші зображення людини в Каталонії), Pagès Editors, LLeida, 2007 (ISBN 978-84-9779-593-7)(ісп.)
- Manuel Bendala Galán: La antigüedad: de la prehistoria a los visigodos (Античність: від доісторичних часів до вестготів), Silex, 1997 (ISBN 84-7737-021-4).(ісп.)